# Peigan 147
Peigan 147 är ett reservat i Kanada.   Det ligger i provinsen Alberta, i den södra delen av landet, 2 900 km väster om huvudstaden Ottawa.
Trakten runt Peigan 147 består i huvudsak av gräsmarker. Runt Peigan 147 är det mycket glesbefolkat, med 3 invånare per kvadratkilometer.